# Crambus pascuella
Crambus pascuella là một loài bướm đêm thuộc họ Crambidae. Nó được tìm thấy ở châu Âu.
Sải cánh dài 20–24 mm. Con trưởng thành bay từ tháng 5 đến tháng 9 tùy theo địa điểm.
Ấu trùng ăn các loài nhiều loại cỏ, especially Poa.

## Hình ảnh

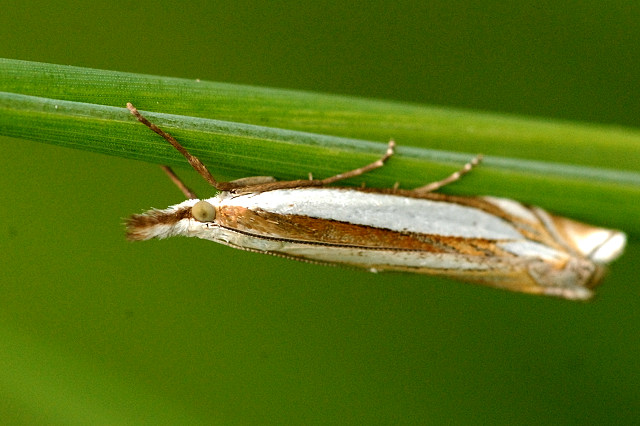
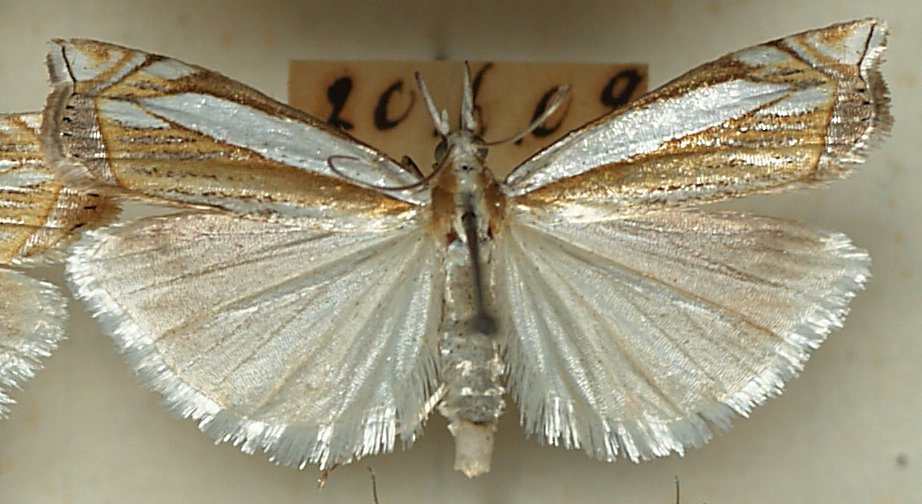